# 喀格勒克镇
喀格勒克镇（維吾爾語： قاغىلىق ‎，拉丁维文：Qaghiliq），是中华人民共和国新疆维吾尔自治区喀什地区叶城县下辖的一个乡镇级行政单位。西漢時期這塊地方叫做西夜。

## 行政区划
喀格勒克镇下辖以下地区：
阿格孜康博依社区、伯西热克阔恰社区、巴格艾日克博依社区、安江买里社区、棋盘代尔瓦扎社区、巴格恰社区、巴格买里社区、蓝桥社区和零公里社区。